# Wizardry
Wizardry (cu sensul de Vrăjitorie) este o serie de jocuri video de rol, dezvoltate de Sir-Tech, care au avut o mare influență în evoluția jocurilor video moderne de rol. Jocul original omonim a avut o influență semnificativă asupra jocurilor de rol timpurii pentru consolă, cum ar fi Final Fantasy și Dragon Quest⁠(d). Realizate inițial pentru Apple II, jocurile au fost ulterior adaptate pentru alte platforme. Ultimul joc din seria originală produs de Sir-Tech a fost Wizardry 8⁠(d), lansat în 2001. De atunci au apărut diverse titluri spin-off dezvoltate pentru piața japoneză.

## Dezvoltare
Wizardry a început ca un simplu dungeon crawl (joc de târâre prin temniță), fiind creat de către Andrew C. Greenberg⁠(d) și Robert Woodhead⁠(d). A fost scris când erau studenți la Universitatea Cornell și publicat de Sir-Tech. Jocul a fost influențat de jocurile anterioare pentru sistemul PLATO, în special de Oubliette. Primele versiuni Wizardry au avut mare succes, deoarece au fost primele reprezentări grafice ale jocului de tip Dungeons & Dragons pentru computerele de acasă⁠(d). Lansarea primei versiuni a coincis cu apogeul popularității Dungeons & Dragons în America de Nord.
Primele cinci jocuri din serie au fost scrise în Apple Pascal, o implementare a UCSD Pascal⁠(d). Au fost portate pe multe platforme diferite. David W. Bradley⁠(d) a preluat seria după a patra parte, adăugând un nou nivel de intrigă și complexitate. În 1998, drepturile de autor au fost transferate către 1259190 Ontario Inc., iar în 2006, către Aeria IPM. În 2008, Aeria IPM a fuzionat cu Gamepot⁠(d), dezvoltatorul lui Wizardry Online.
Datamost⁠(d) a lansat WizPlus bazat pe meniuri, un program utilitar care permite utilizatorilor să facă modificări atât personajelor, cât și mediului de joc Wizardry.  Bob Reams a revizuit utilitarul pentru Computer Gaming World și a declarat că „WizPlus ar trebui folosit cu mare precauție, altfel spiritul de aventură va fi diluat și, mai important, nu veți putea continua cu această serie incitantă”.

## Jocuri
| 1981 | Proving Grounds of the Mad Overlord⁠(d) |
| 1982 | II: The Knight of Diamonds⁠(d)          |
| 1983 | III: Legacy of Llylgamyn⁠(d)            |
| 1984 |                                        |
| 1985 |                                        |
| 1986 |                                        |
| 1987 | IV: The Return of Werdna⁠(d)            |
| 1988 | V: Heart of the Maelstrom⁠(d)           |
| 1989 |                                        |
| 1990 | VI: Bane of the Cosmic Forge⁠(d)        |
| 1991 |                                        |
| 1992 | VII: Crusaders of the Dark Savant⁠(d)   |
| 1993 |                                        |
| 1994 |                                        |
| 1995 |                                        |
| 1996 | Nemesis: The Wizardry Adventure⁠(d)     |
| 1997 |                                        |
| 1998 |                                        |
| 1999 |                                        |
| 2000 |                                        |
| 2001 | 8⁠(d)                                   |

### Seria principală
Seria originală Wizardry este compusă din opt titluri diferite. Toate titlurile au fost lansate mai întâi în America de Nord și apoi portate pe computere japoneze. Unele dintre titluri au fost lansate oficial și în Europa. Primele trei jocuri formează o trilogie, cu setări, intrigi și mecanici de joc similare. O a doua trilogie este formată din părțile 6 – 8:  Bane of the Cosmic Forge, Crusaders of the Dark Savant și Wizardry 8 – cu setări și mecanici de joc care diferă foarte mult de prima trilogie. 
Al patrulea joc, The Return of Werdna, a fost o abatere semnificativă față de restul seriei. În acesta, jucătorul îl controlează pe Werdna ("Andrew", unul dintre dezvoltatorii jocului, scris invers), vrăjitorul malefic ucis în primul joc și cheamă grupuri de monștri pentru a-l ajuta în timp ce se luptă prin închisoarea în care a fost ținut captiv. În loc de monștri, jucătorul are de înfruntat grupuri tipice de aventurieri, dintre care unele au fost extrase de pe discuri de utilizator reale trimise la Sir-Tech pentru recuperare. În plus, jucătorul avea doar un număr limitat de apăsări de taste de folosit pentru a finaliza jocul.
În Japonia, seria Wizardry a fost tradusă de ASCII Entertainment⁠(d) și a devenit foarte influentă în anii 1980, chiar dacă popularitatea sa a scăzut în SUA. Când au fost introduse pentru prima dată, jocurile au suferit din cauza barierei culturale, lucru agravat de traducerea de calitate scăzută. Acest lucru a făcut ca jocul să fie luat în serios de jucătorii care au trecut cu vederea glumele și parodiile din joc.  
Al patrulea joc, Return of Werdna, a fost prost primit, deoarece, lipsiți de cunoștințele subculturii occidentale necesare rezolvării jocului, jucătorii japonezi nu aveau nicio șansă să descopere unele puzzle-uri.

### Spin-off-uri
În 1996, seria a văzut primul (și, până acum, singurul) spin-off dezvoltat în America de Nord, intitulat Wizardry Nemesis. Se joacă ca o aventură solo: un singur personaj, fără grup sau monștri. Toți jucătorii folosesc același personaj, fără posibilitatea de a alege clasa sau atributele. În plus, jocul conține doar 16 vrăji, față de 50 în primele patru aventuri și mai multe în cele ulterioare. Este, de asemenea, primul joc Wizardry în care jucătorul poate vedea inamicii în avans și astfel ar putea încerca să-i evite.
Popularitatea Wizardry în Japonia a inspirat mai multe continuări originale, spin-off-uri și portări, astfel seria a supraviețuit mult timp decât cea originală americană. În 2017, treizeci și nouă de spin-off-uri diferite erau deja lansate în Japonia, patru dintre ele au ajuns și în America de Nord: Wizardry: Tale of the Forsaken Land⁠(d), Wizardry: Labyrinth of Lost Souls⁠(d), Wizardry Online⁠(d) și Wizrogue: Labyrinth of Wizardry. Cel mai recent este și ultimul joc original produs în serie, lansat în Japonia în 2014 și lansat oficial în limba engleză în întreaga lume în 2017.

## Recepție
Jocul original Wizardry a fost un succes, vânzându-se în 24.000 de exemplare până în iunie 1982, la doar nouă luni după lansare, conform studiilor de vânzări ale Softalk. În ediția din iunie 1983 a revistei Electronic Games⁠(d), Wizardry a fost descris drept „fără îndoială, cel mai popular joc de aventură fantastică pentru Apple II din prezent”. Deși remarcă limitări precum incapacitatea de a împărți grupul sau accentul pus pe luptă în detrimentul jocurilor de rol, revista a afirmat că este „o realizare remarcabilă în materie de programare și trebuie „cumpărat obligatoriu” de toți acei jucători fantastici care dețin un Apple”. În ediția din mai-iunie 1982 a revistei Computer Gaming World, recenzorul Mark Marlow laudă Wizardry ca stabilind un standard cu care toate jocurile de rol fantasy ar trebui să fie comparate și îl consideră un clasic din toate timpurile. Până în 1987, seria a vândut peste 1,5 milioane de exemplare, iar până în 1996, peste 5 milioane de exemplare.
Spin-off-urile lansate inițial în Japonia au primit recenzii în general pozitive în America de Nord. GameSpot a revizuit Wizardry: Tale of the Forsaken Land în 2002 și i-a acordat un scor de 8,5 din 10.
În 2011, Wizardry: Labyrinth of Lost Souls a fost, de asemenea, revizuit de GameSpot și a primit un scor de 7,5 din 10.
În Japonia, cititorii revistei Famitsu⁠(d) au considerat portarea pentru Famicom a originalului Wizardry I drept unul dintre cele mai bune 100 de jocuri din toate timpurile.
Seria a fost clasată în 1996 pe locul 60 în lista jocurilor de top (colectiv) de către revista Next Generation. Ei au citat „temnițele uriașe cu căutări elaborate și tone de inamici diferiți”. 
Printre fanii serialului s-au numărat Robin Williams, Harry Anderson⁠(d) și Prințul Moștenitor al Bahrainului; acesta din urmă a discutat la telefon cu cei de la Sir-Tech.'

## Moștenire
Împreună cu seria Ultima⁠(d), Wizardry a stabilit convențiile jocurilor video de rol. Sistemul de luptă bazat pe comandă, cu o imagine statică a monstrului de luptat, va fi emulată în jocurile ulterioare, precum The Bard's Tale, Dragon Quest⁠(d) și Final Fantasy. Lupta bazată pe grupuri din Wizardry l-a inspirat și pe Richard Garriott⁠(d) să includă un sistem similar bazat pe grupuri în Ultima III: Exodus⁠(d). Alte elemente ale interfeței utilizatorului au fost influente în jocurile de rol japoneze. Ultimele jocuri Wizardry au implementat mai multe finaluri, unele dintre ele fiind accesibile doar persoanelor care au importat personaje din jocurile anterioare.
Wizardry conține ceea ce mai târziu a fost numit drept clase de prestigiu. În afară de clasele tradiționale de personaje, cum ar fi luptătorul, jucătorii puteau lua altele mai avansate care combinau abilitățile mai multor clase dacă aveau atributele și alinierea potrivite. În primele jocuri Wizardry, unele clase erau inaccesibile în timpul creării personajelor din cauza cerințelor ridicate; asta însemna că jucătorul trebuia să câștige mai întâi niveluri și apoi să-și schimbe clasa. Wizardry VI permitea începerea cu orice clasă dacă jucătorul a investit suficient timp în timpul generării aleatorie a atributelor personajului.
Wizardry a inspirat multe clone și a servit drept șablon pentru jocurile video de rol. Unele serii notabile care au fost influențate ca aspect și de Wizardry sunt The Bard's Tale  din 1985 și Might and Magic din 1986. Formula specifică Wizardry, cea a unui RPG bazat pe ture, care se desfășoară în principal într-o temniță prin explorare la persoana întâi, este denumită dungeon crawl.
Wizardry a fost inspirația majoră a jocului deNintendo DS The Dark Spire⁠(d). În timp ce jocul își urmărește propria poveste și hărțile sale, o mare parte din joc folosește aceeași mecanică de joc, mergând chiar atât de departe încât include un mod „clasic” care elimină toate elementele grafice ale jocului. Editorul jocului, Atlus⁠(d), a publicat și un alt spin-off Wizardry, Wizardry: Tale of the Forsaken Land⁠(d).
În timp ce a proiectat popularul joc de rol japonez Dragon Quest⁠(d), Yuji Horii s-a inspirat din seria Wizardry, din  Mugen no Shinzou (Heart of Phantasm, 1986) și din seria de jocuri Ultima⁠(d). Obsesia lui Horii pentru Wizardry s-a manifestat ca un ou de Paști într-unul dintre jocurile sale anterioare, The Portopia Serial Murder Case⁠(d) în 1983. Într-o porțiune de târâre prin temniță (dungeon-crawling) din acel joc de aventură, pe un perete scrie „MONSTER SURPRISED YOU”. Traducerea în engleză a fanilor a adăugat o notă laterală care explică „Acesta este Yuji Horii și-ar fi dorit să fi putut face din acest joc un RPG precum Wizardry !”
Moștenirea Wizardry a continuat în Japonia după închiderea companiei-mamă, cu titluri precum Wizardry Gaiden, Wizardry Empire și Wizardry XTH, fiind dezvoltate după lansarea jocurilor originale și, în general, păstrând aceleași caracteristici.
În special Wizardry XTH: Academy of Frontier a schimbat temele gotice ale originalului cu un cadru modern de școală militară, adăugând la formula Wizardry crearea de articole și compatibilitatea membrilor grupului. La fel ca și originalul Wizardry, XTH a conținut o continuare directă a poveștii, Wizardry XTH: Unlimited Students. Cel de-al doilea joc XTH a fost folosit ca bază pentru cod și a fost partajat cu Class of Heroes⁠(d) , care a schimbat elementele moderne științifico-fantastice cu o combinație de estetică High School, High Fantasy și Anime. Class of Heroes a continuat să dea naștere mai multor sequel-uri și spin-off-uri.
După închiderea Michaelsoft, directorul Wizardry XTH, Motoya Ataka a luat un grup de programatori pe care i-a numit „Team Muramasa” care lucrase la Empire și XTH și a fondat Experience Inc., creând o serie de jocuri pentru PC cu Wizardry XTH  numită Generation Xth. Acestea vor fi ulterior portate pe PlayStation Vita, ca Operation Abyss⁠(d) și Operation Babel. Experience Inc. a continuat prin a crea mai multe alte DRPG-uri folosind mecanica Wizardry ca punct de plecare, inclusiv Students of the Round, Stranger of Sword City⁠(d) și Demon Gaze⁠(d).
Starfish, echipa de dezvoltare din spatele Wizardry Empire, avea să creeze mai târziu Elminage⁠(d), o serie de DRPG-uri care păstrează estetica (și dificultatea) gotică inițială a jocurilor occidentale Wizardry. Elminage s-a remarcat prin utilizarea raselor extinse „kemonojin” din Wizardry Asterisk, tot de la Starfish, precum și a clasei de invocatori din Wizardry: Summoner — acestea includ „Were-Beast”, „Dragonnewt”, „Fairy” și „Devilkin”, precum și clase extinse, cum ar fi „Brawler” (un specialist în lupta corp la corp la corp), „Alchimist” și „Summoner”. Aceste mecanisme de vrăjitorie japoneză „extinse” vor fi reutilizate în viitoarele jocuri Elminage, precum și, cel mai notabil, în Class of Heroes.
După anularea Wizardry: Stones of Arnhem la mijlocul anilor 1990, unul dintre dezvoltatori, Cleveland Mark Blakemore, a început să lucreze la jocul Grimoire: Heralds of the Winged Exemplar⁠(d), care este puternic inspirat de Wizardry. În cele din urmă, a fost lansat în august 2017.

### Wizardry Renaissance
În 2009, mai multe edituri japoneze și echipe de dezvoltare au început un „plan de revitalizare a mărcii”, pe care l-au numit „⁠(d)Wizardry Renaissance⁠(d) (Renașterea vrăjitoriei)”. După ce Sir-Tech, creatorul inițial al Wizardry din SUA, a fost dizolvat, au fost create mai multe jocuri semi-oficiale în Japonia cu diferite calități și elemente tematice.
„Wizardry Renaissance” și-a propus „reconstruirea” mărcii acceptând o anumită „viziune asupra lumii” și standarde de calitate pentru aceste jocuri semi-oficiale Wizardry.
Titlurile Wizardry Renaissance includ:
- Wizardry Online, un MMORPG pentru PC, a fost închis în 2016.
- Wizardry: Torawareshi Tamashii no Meikyū, un RPG pentru PlayStation 3, iOS, Vita și PC (cunoscut în Occident ca Wizardry: Labyrinth of Lost Souls⁠(d))
- Wizardry: Seimei no Kusabi, un titlu Nintendo DS
- Wizardry: Bōkyaku no Isan, un titlu Nintendo DS, care a reutilizat elemente din Seimei no Kusabi
- Wizardry Online Mobile, un MMORPG pentru telefonul mobil, a fost închis în 2011.
- Wizardry: Torawareshi Bōrei no Machi, un RPG pentru PlayStation 3
- Tōkyō Meikyū – Wizardry 0 -, un RPG de luptă cu carduri de rețea socială care folosește serviciul Mobage pe smartphone-uri, a fost închis cândva în 2012
- Wizardry: Senran no Matō, un RPG de rețea socială pentru smartphone-uri, a fost închis în 2015
- Wizardry Schema, un joc RPG incremental pentru smartphone-uri, a fost închis în 2017
- Wizrogue: Labyrinth of Wizardry, un RPG izometric roguelike cu elemente de joc gacha, închis inițial în 2015, a fost relansat în 2017, cu elementele gacha eliminate.

Aceste titluri au fost lansate de la sfârșitul anului 2009 până în 2016; cea mai recentă activitate este portarea Wizardry: Labyrinth of Lost Souls⁠(d) pe PC în ianuarie 2020.

### Alte produse media
Popularitatea Wizardry în Japonia a inspirat și diverse romane ușoare, benzi desenate manga, jocuri de rol japoneze pe hârtie (pen-and-paper⁠(d)) și o animație video originală, produsă de TMS Entertainment. O serie populară de romane ușoare intitulată Sword Art Online a avut și un personaj care a declarat că inspirația sa a venit din acest joc. Majoritatea au fost lansate doar în Japonia.